# Diócesis de San Pedro
La diócesis de San Pedro (en latín: Dioecesis Sancti Petri Apostoli) es una circunscripción eclesiástica de la Iglesia católica en Paraguay. Se trata de una diócesis latina, sufragánea de la arquidiócesis de Asunción. Desde el 6 de noviembre de 2013 su obispo es Pierre Jubinville, de la Congregación del Espíritu Santo.

## Territorio y organización
La diócesis tiene 20 002 km² y extiende su jurisdicción sobre los fieles católicos de rito latino residentes en el departamento de San Pedro.
La sede de la diócesis se encuentra en la ciudad de San Pedro de Ycuamandiyú, en donde se halla la Catedral de San Pedro.
En 2020 en la diócesis existían 22 parroquias.

## Historia
La diócesis fue erigida el 5 de junio de 1978 con la bula Ad christiani populi del papa Pablo VI, obteniendo el territorio de la diócesis de Concepción en Paraguay.

## Estadísticas
Según el Anuario Pontificio 2021 la diócesis tenía a fines de 2020 un total de 369 967 fieles bautizados.
| Año                                                                             | Población            | Población | Población      | Sacerdotes | Sacerdotes    | Sacerdotes    | Bautizados por sacerdote | Diáconos permanentes | Religiosos | Religiosos | Parroquias |
| Año                                                                             | Bautizados católicos | Total     | % de católicos | Total      | Clero secular | Clero regular | Bautizados por sacerdote | Diáconos permanentes | Varones    | Mujeres    | Parroquias |
| ------------------------------------------------------------------------------- | -------------------- | --------- | -------------- | ---------- | ------------- | ------------- | ------------------------ | -------------------- | ---------- | ---------- | ---------- |
| 1980                                                                            | 195 200              | 205 500   | 95.0           | 16         | 5             | 11            | 12 200                   |                      | 12         | 11         | 10         |
| 1990                                                                            | 221 609              | 236 910   | 93.5           | 11         | 6             | 5             | 20 146                   |                      | 5          | 12         | 17         |
| 1999                                                                            | 320 000              | 352 000   | 90.9           | 22         | 10            | 12            | 14 545                   |                      | 12         | 25         | 18         |
| 2000                                                                            | 330 000              | 365 000   | 90.4           | 19         | 8             | 11            | 17 368                   |                      | 13         | 28         | 17         |
| 2001                                                                            | 330 000              | 370 000   | 89.2           | 21         | 10            | 11            | 15 714                   |                      | 13         | 22         | 19         |
| 2002                                                                            | 350 000              | 400 000   | 87.5           | 19         | 8             | 11            | 18 421                   |                      | 14         | 22         | 19         |
| 2003                                                                            | 350 000              | 381 318   | 91.8           | 22         | 12            | 10            | 15 909                   |                      | 11         | 25         | 19         |
| 2004                                                                            | 350 000              | 380 787   | 91.9           | 18         | 10            | 8             | 19 444                   |                      | 9          | 20         | 19         |
| 2010                                                                            | 402 000              | 438 000   | 91.8           | 27         | 10            | 17            | 14 888                   |                      | 28         | 26         | 20         |
| 2014                                                                            | 430 000              | 468 000   | 91.9           | 23         | 10            | 13            | 18 695                   | 1                    | 13         | 31         | 20         |
| 2017                                                                            | 388 710              | 451 230   | 86.1           | 25         | 13            | 12            | 15 548                   |                      | 12         | 18         | 21         |
| 2020                                                                            | 369 967              | 483 289   | 76.6           | 26         | 17            | 9             | 14 229                   |                      | 9          |            | 22         |
| Fuente: Catholic-Hierarchy, que a su vez toma los datos del Anuario Pontificio. |                      |           |                |            |               |               |                          |                      |            |            |            |

## Episcopologio
- Óscar Páez Garcete † (5 de junio de 1978-10 de julio de 1993 nombrado obispo de Alto Paraná)
- Fernando Armindo Lugo Méndez, S.V.D. (5 de marzo de 1994-11 de enero de 2005 renunció)
  - Sede vacante (2005-2007)
- Adalberto Martínez Flores (19 de febrero de 2007-14 de marzo de 2012 nombrado ordinario militar del Paraguay)
- Pierre Jubinville, C.S.Sp., desde el 6 de noviembre de 2013